# Santeri Siimes
Santeri Siimes, född 1981 i Helsingfors, är en finländsk tonsättare och organist.
Santeri Siimes har studerat orgel och piano vid Sibelius-Akademin, med Harri Viitanen, Meri Louhos och Carlos Juris bland sina lärare. Dessutom har han kompletterat sina orgelstudier på Naji Hakims mästarkurs år 1999. Som organist har han ägnat sig särskilt åt 1800- och 1900-talens fransk musik. 
Som tonsättare är Siimes självlärd. Hans produktion omfattar orgelverk, bl.a. tolv orgelsymfonier, samt kammar-, orkester-, vokal- och pianomusik. 
Förutom sitt arbete på det musikaliska området har Santeri Siimes studerat romansk filologi vid Helsingfors universitet, där han sedan 2003 undervisar i galiciska språket och litteratur.